# Az utazó (film, 2010)
Az utazó (eredeti cím: The Tourist) 2010-ben bemutatott amerikai–francia thriller. Rendezője Florian Henckel von Donnersmarck, főszereplői Angelina Jolie és Johnny Depp.
Magyarországon 2010. december 29-én mutatták be. Megjelenése DVD-n és Blu-Ray-n: 2011. április 19.
Az utazó Jérôme Salle Anthony Zimmer (2005) című filmjének feldolgozása.

## Rövid történet
Egy amerikai turista Olaszországba látogat, hogy meggyógyítsa összetört szívét. Egy különleges nő szándékosan keresztezi az útját, ezzel mindkettejüket veszélybe sodorja.

## Cselekmény
Egy Elise nevű angol nőt (Angelina Jolie) Párizsban szoros megfigyelés alatt tart a francia rendőrség a Scotland Yarddal együttműködve. Egy kávéházban levelet kap Alexander Pearce-től, korábbi szerelmétől, akivel két éve nem találkozott. Az ő utasításait pontosan követve fel kell ülnie egy Velencébe tartó vonatra, és meg kell ismerkednie egy férfival, aki Alexra legjobban hasonlít, hogy a rendőrség figyelmét eltereljék. A kávéházban a nő meggyújtja a levelet, ami el is ég, de a rendőrségnek sikerül megszereznie a hamuját. Ennek helyreállítását egy vegyész bevonásával azonnal megkezdik és kiolvassák belőle a vonat indulásának helyét (a párizsi Gare de l'Est) és idejét (8:32). Úgy tűnik, a rendőrségtől függetlenül egy férfi is figyeli a nőt.
Elise egy Frank nevű amerikai férfit választ ki (Johnny Depp), egy szakállas, barna zakós amerikai turistát (civilben matematikatanár), aki egy kémregényt olvas. Felesége három éve meghalt autóbalesetben, azóta utazgat. Franknek tetszik, hogy egy nő meg akar ismerkedni vele a vonaton, és mivel ő is Velencébe utazik, belemegy a szerepbe. Nemsokára észrevesz két férfit ugyanabban a kocsiban, akik figyelik őket.
A vonat megérkezik Velencébe, ők pedig egy előkelő szállodába, a Hotel Danielihez mennek vízitaxival. A vacsoránál Frank csalódására a nő bevallja neki, hogy bár tetszik neki a férfi, de valaki mást szeret. Az erkélyen megcsókolja a férfit, amit több megfigyelő is jól lát. A lakosztályban azonban külön szobában alszanak.
Reggel Frank észreveszi, hogy a nő már elment. Nemsokára két fegyveres hatol be a lakrészükbe, és lövöldözni kezdenek. Frank egy másik szobába menekül, majd hamarosan pizsamásan az ablakon át kell távoznia. Üldözői a háztetőkön is követik és időnként lőnek rá.
Bár a Scotland Yard vezetője itt is jelen van, parancsot ad rá, hogy emberei a nőt kövessék és ne törődjenek az ismeretlen férfival (még akkor sem, ha életveszélyben van).
Franket elfogja az olasz rendőrség, mert az épületekről leugorva egy olasz rendőrre esik, aki a vízbe pottyan. Kihallgatásán elmondja, hogy fegyveresek támadtak rá, a felügyelő azonban nem sok hitelt ad a szavának, és őrizetbe veszi, de megnyugtatja Franket, hogy utánanéz az információinak. Este a felügyelő visszajön és kiengedi Franket, a bilincset azonban nem veszi le róla. Elmondja neki, hogy a rendőrség megerősítette a támadást, ezért Franket egy másik helyre viszi. Még azt is hozzáteszi, hogy beloruszok voltak a támadók és az alvilágban „vérdíjat” tűztek ki Frank fejére, mert azt hiszik, hogy álnevet használ, és ő valójában Alexander Pearce, aki több százmillió dollárt lopott el a főnökétől, Shaw-tól (Steven Berkoff), aki az alvilág egyik prominens alakja.
A felügyelő azonban nem helyezi biztonságba Franket, hanem egy helyen kiköt a hajóval és éppen azoktól, akikről beszélt, átvesz egy pénzes borítékot, majd távozik. Ekkor a csatornán egy másik hajó tűnik fel, amit egy csuklyás alak vezet. Amikor Frank hajója mellé ér, kiderül, hogy Elise az. Egy kötelet erősít a hajóhoz, és maga után vontatja, miközben a gengszterek a partról tüzelnek rájuk. Egy nyugalmasabb helyen megáll a hajóval és egy drótdarabbal kinyitja Frank bilincsét.
Elise elmondja Franknek, hogy mindez azért van, mert megcsókolta őt, ezért a rendőrség és a bűnözők is azt hiszik, hogy ő Alexander Pearce. Alexander Pearce-t az angol kormány is szeretné megtalálni, mert jövedelme után (ami igen jelentős összeg) nem fizetett adót.
Elise sajnálja, hogy belekeverte Franket ebbe az életveszélyes ügybe, ezért a repülőtérhez viszi, és ott trükkös módon otthagyja a táskájával, amibe több köteg készpénzt tett, majd továbbmegy a hajójával.
Elise ekkor egy titkos kormányzati épülethez megy a hajóval, ahol kiderül, hogy ő az angol kormány titkos ügynöke, és megbízása arra vonatkozott, hogy Alexander Pearce-t az angol kormány kezére juttassa. Ehelyett beleszeretett, és csak most jelentkezett. Acheson (Paul Bettany), egy másik ügynök választás elé állítja, amiből csak az a választása marad, hogy behozza Pearce-t, különben a bűnözők megölik helyette Franket.
Elise egy bálba hivatalos, ahova a ruhájában elrejtve lehallgatókészüléket visz és az ügynökök közül többen is jelen vannak a helyszínen. Itt ismét egy levelet kap egy titokzatos idegentől, aki hamar eltűnik a tömegben. Alex jelzi neki a levélben, hogy hol fognak találkozni. Ahogy Elisa elindulna, hirtelen Frank tűnik fel, fehér zakóban és táncra kéri. Elise tudja, hogy a férfi veszélyben van miatta, ezért arra kéri, hogy távozzon, ő azonban erre nem hajlandó. Elise ezért otthagyja a táncparketten, ahol elfogják Acheson emberei, ő pedig sietve távozik.
Elise ekkor a gengszterfőnök Shaw csapdájába sétál bele, aki az embereivel várja a megadott helyen. Alexander Pearce nincs jelen, de ez az ő háza, a széfjét megtalálják a falba rejtve, de a kódot csak ő tudja hozzá. Shaw Elise-től várja, hogy kinyissa a széfet (amiben reményei szerint az ő pénze van), ő azonban nem ismeri a kódot.
A Scotland Yard néhány embere (és velük a megbilincselt Frank) egy közeli hajóról figyelik az eseményeket. A hajó lehallgatóberendezésekkel van felszerelve, és parancsnoki helyiségként is funkcionál, ahonnan tűzparancsot lehet kiadni a tetőkön elhelyezkedő mesterlövészeknek, akik időnként jelzik, ha kedvező pozícióban van a számukra kijelölt célszemély és várják az engedélyt a lövésre, azt azonban Acheson egyszer sem adja meg, mert arra vár, hogy Elise megmentése érdekében megjelenjen Pearce, akit ekkor el lehetne fogni. Pearce azonban nem jelenik meg, viszont Frank a nő segítségére siet, miután kiszabadította magát a bilincsből.
A gengszterfőnök és emberei fegyvert fognak Elise-re. Ekkor besétál Frank, és Alexként kezd viselkedni. Elise kéri, hogy hagyja ezt abba, mert meg fogják ölni. Frank azonban azt mondja Shaw-nak, hogy engedje el Elise-t, akkor kinyitja a széfet. Shaw beleegyezik. Amikor Frank a széfhez lép, Elise hangtalanul kimondja: „szeretlek”.
Hirtelen megjelenik a Scotland Yard hajóján Jones főfelügyelő (Timothy Dalton) és kiadja a tűzparancsot. A gengszterek egyszerre, holtan esnek össze. Frank és Elise sértetlenek maradnak.
A rendőrség emberei megjelennek a helyszínen, ahol Acheson még mindig nem tudja elhinni, hogy Pearce nem jött el, hogy megmentse a nőt. Jones haragszik Achesonra, amiért életveszélybe sodorta Elise-t. Egyúttal felmenti Elise-t a szolgálat alól, amit ő boldogan elfogad.
Ekkor rendőrségi jelentés érkezik, Pearce-t elfogták, tőlük 300 méternyire. Ahogy a helyiség kiürül, Frank megkérdezi Elise-től, hogy melyiküket szereti, őt vagy Pearce-t. Elise azt mondja, hogy mindkettejüket. Frank ekkor azt mondja, hogy van megoldása a helyzetre, beüti a kódot, a széf kinyílik, amiből kiderül, hogy Frank valójában Pearce.
A letartóztatott emberről kiderül, hogy nem Pearce. Ő SMS-ekben kapta az utasításokat, hogy hova menjen, és átutalással kapott érte pénzt valakitől.
Alex arcát annyira megváltoztatta egy brazil plasztikai sebész, akinek 20 millió dollárt fizetett, hogy még Elise sem ismerte fel.
Elise és Frank/Pearce egy nagyobb vitorlás hajón elhajóznak. A széfben a rendőrség egy 744 millió dollár értékű csekket talál az angol kormány részére, ezzel fizeti ki Pearce egy összegben az adóját.

## Szereposztás
| Szerep                              | Színész              | Magyar hangja (1. szinkron, 1983) |
| ----------------------------------- | -------------------- | --------------------------------- |
| Elise Clifton-Ward                  | Angelina Jolie       | Kéri Kitty                        |
| Frank Tupelo / Alexander Pearce     | Johnny Depp          | Nagy Ervin                        |
| John Acheson nyomozó                | Paul Bettany         | Forgács Péter                     |
| Jones főfelügyelő                   | Timothy Dalton       | Fodor Tamás                       |
| Reginald Shaw                       | Steven Berkoff       | Rajhona Ádám                      |
| Angol turista                       | Rufus Sewell         | Kocsis Gergely                    |
| Lombardi ezredes                    | Christian De Sica    | Epres Attila                      |
| Cerato őrmester                     | Alessio Boni         | Kardos Róbert                     |
| Narduzzi hadnagy                    | Daniele Pecci        | N/A                               |
| Tommassini hadnagy                  | Giovanni Guidelli    | N/A                               |
| Courson százados                    | Bruno Wolkowitch     | Jakab Csaba                       |
| Kaiser brigadéros                   | Marc Ruchmann        | Janicsek Péter                    |
| Ricuort brigadéros                  | Julien Baumgartner   | Renácz Zoltán                     |
| Marion brigadéros                   | François Vincentelli | N/A                               |
| Filippo Gaggia gróf                 | Raoul Bova           | N/A                               |
| Maresciallo „Mele” Cecchini, rendőr | Nino Frassica        | Koncz István                      |
| Alessio, szállodai portás           | Neri Marcoré         | Hannus Zoltán                     |

## A film készítése
A film elkészítése során a rendező személye több alkalommal változott. Eredetileg Lasse Hallströmmel kezdték el a forgatást, de elfoglaltságai miatt nem tudta vállalni a rendezést. Ekkor Bharat Nalluri került a rendezői székbe, de ő is távozott. Végül Florian Henckel von Donnersmarck vállalta feladatot, miután értesült róla, hogy Angelina Jolie elfogadta a főszerepet. Később azonban „az elképzelések különbözősége” miatt mégis otthagyta a produkciót (ugyanígy tett a férfi főszereplőt alakító Sam Worthington is), de végül visszatért.
Az eredeti elképzelés szerint a főszerepeket Tom Cruise és Charlize Theron játszotta volna. Theron helyett Angelina Jolie vállalta a munkát, míg a férfi főszerepet Sam Worthington kapta, aki később szintén otthagyta a produkciót, helyére Johnny Depp lépett.
A forgatás 2010 februárjától májusig tartott. A jeleneteket Párizsban, Tarvisióban és Velencében vették fel. A velencei forgatáshoz Johnny Depp március 1-jén csatlakozott.

## Megjelenés

### Kritikai fogadtatás
Az utazó többnyire negatív kritikákat kapott. A Rotten Tomatoes filmkritikusai 20%-ra értékelték 151 vélemény alapján (2011-02-02).
Roger Ebert, az elismert filmkritikus 2 csillagot adott a lehetséges 4-ből.
Pozitív kritikát adott a Daily Mail, amely szerint a film egy szórakoztató játék.

### Díjak, jelölések
Golden Globe-díj (2011)
- jelölés: legjobb film a musical vagy komédia
- jelölés: legjobb férfi főszereplő (musical vagy komédia) - Johnny Depp
- jelölés: legjobb női főszereplő (musical vagy komédia)- Angelina Jolie

## Bevételek
Az utazó a nyitóhétvégén 16 millió amerikai dollár bevételt ért el, ezzel a második helyen végzett a Narnia Krónikái: A Hajnalvándor útja (2010) mögött. A bevétel az Egyesült Államokban 67 millió USD-t tett ki, míg a nemzetközi szinten 211 millió USD-t, ezzel az összbevétele 278 millió USD.